# Heerlijkheid Wiesensteig
Wiesensteig was een tot de Zwabische Kreits behorende heerlijkheid binnen het Heilige Roomse Rijk.
Wiesensteig was oorspronkelijk een deel van de bezittingen van de graven van Helfenstein. In 1356 werden de bezittingen verdeeld en vervolgens werd een groot deel verkocht. In 1396 kozen de graven Wiesensteig tot het nieuwe bestuurscentrum van het rijksgraafschap Wiesensteig. 
Na de dood van graaf Ulrich XVI in 1548 vond er een verdeling onder zijn zoons plaats:
- Georg II kreeg de heerlijkheid Gundelfingen (uitgestorven in 1627)
- Ulrich XVII kreeg de heerlijkheid Wiesensteig.

Tussen 1551 en 1555 werd er een slot in renaissancestijl gebouwd. De Reformatie werd tussen 1555 en ingevoerd. Later werd onder leiding van Petrus Canisius de contra-reformatie doorgevoerd. 
In 1627 stierf het huis uit met Rudolf VI. Zijn drie dochters erfden ieder 1/3 van de heerlijkheid.
- Francisca Carolina, gehuwd met Wratislaw van Fürstenberg-Kinzigthal (later Fürstenberg-Meßkirch genoemd)
- Maria Johanna, gehuwd met Christiaan I van Palts-Birkenfeld
- Isabella Eleonora, gehuwd met Martin Frans van Oettingen-Baldern.

De laatste twee verkopen hun 2/3 deel in 1664 aan het keurvorstendom Beieren. De huizen Beieren en Fürstenberg besturen de heerlijkheid vervolgens als een condominium.
Na het uitsterven van Fürstenberg-Meßkirch in 1744 werden alle landen van het huis Fürstenberg verenigd onder de tak Stühlingen. De nieuw naam werd vorstendom Fürstenberg. In 1752 verkochten de vorsten hun 1/3 deel van Wiesensteig aan het keurvorstendom Beieren, zodat de heerlijkheid weer in één hand kwam.
In artikel 13 van de Rijnbondakte van 12 juli 1806 stond het koninkrijk Beieren de heerlijkheid Wiesensteig af aan het koninkrijk Württemberg.